# Pfizer
Pfizer Inc. ili Pfizer je američka multinacionalna farmaceutska korporacija. Jedna od najvećih svjetskih farmaceutskih kompanija, nalazi se na 57. mjestu liste najvećih američkih korporacija iz Fortune 500 prema ukupnom prihodu za 2018. godinu.
Sa sjedištem na Manhattanu, Pfizer razvija i proizvodi lijekove i cjepiva za širok spektar medicinskih disciplina, uključujući imunologiju, onkologiju, kardiologiju, endokrinologiju i neurologiju. Njihovi proizvodi uključuju uspješni lijek Lipitor (atorvastatin), koji se koristi za snižavanje LDL kolesterola u krvi; Lyrica (pregabalin) za neuropatsku bol i fibromialgiju; Diflucan (flukonazol), oralni antifungalni lijek; Zithromax (azitromicin), antibiotik; Viagra (sildenafil) za erektilnu disfunkciju; Celebrex (također Celebra, celekoksib), protuupalni lijek; i Prevnar 13, konjugirano cjepivo protiv pneumokoka.
Očekivalo se da će se 2016. godine Pfizer Inc. spojiti s Allerganom kako bi stvorio "Pfizer PLC" sa sjedištem u Irskoj u ugovoru koji bi vrijedio 160 milijardi američkih dolara. Spajanje je prekinuto u travnju 2016. zbog novih pravila Ministarstva financija SAD-a protiv poreznih inverzija, metode izbjegavanja poreza spajanjem s inozemnom tvrtkom. Tvrtka je sklopila drugu najveću farmaceutsku nagodbu s Ministarstvom pravosuđa Sjedinjenih Država.
19. prosinca 2018. Pfizer je najavio zajedničko spajanje njihovog odjela za zdravstvenu zaštitu potrošača s britanskim farmaceutskim divom GlaxoSmithKline; britanska će tvrtka zadržati kontrolnih 68% dionica.
Pfizer je bio sastavni dio industrijskog prosjeka Dow Jonesa od 2004. do 2020. godine, kada je najavljeno da će tvrtku u Dow Jonesu zamijeniti Amgen. Izmjena je stupila na snagu s početkom trgovanja 31. kolovoza 2020.

## Povijest

### 1849. – 2000.
Karl Pfizer i njegov rođak Karl F. Erhart, obojica njemačkog podrijetla, osnovali su Pfizer u New Yorku 1849. Pokrenuli su kemijsku industriju, Karl Pfizer tvrtka, u ulici Bartlett u Williamsburgu u Brooklynu, gdje su proizveli antiparazit koji se naziva santonin. To je bio trenutni uspjeh, iako je proizvodnja limunske kiseline dovela do rasta tvrtke Pfizer u 1880-ima. Pfizer je nastavio kupovati nekretnine kako bi proširio svoj laboratorij i tvornicu. Izvorno administrativno sjedište Pfizera bilo je na 81 Maiden Lane na Manhattanu. Do 1906. godine prodaja je iznosila 3,4 milijuna dolara.
Prvi svjetski rat uzrokovao je nedostatak kalcijevog citrata, koji je Pfizer uvezao iz Italije za proizvodnju limunske kiseline, a tvrtka je započela potragu za alternativnom opskrbom. Kemičari tvrtke Pfizer saznali su za gljivicu koja fermentira šećer u limunsku kiselinu i 1919. godine uspjeli su komercijalizirati proizvodnju limunske kiseline iz tog izvora. Tvrtka je kao rezultat toga razvila stručnost u tehnologiji fermentacije. Te su se vještine primijenile na masovnu proizvodnju antibiotika penicilina tijekom Drugog svjetskog rata kao odgovor na potrebu liječenja ozlijeđenih savezničkih vojnika. "Pfizer je uspio proizvesti velike količine penicilina koristeći fermentaciju dubokim tankom. Njegov uspjeh pomogao je da penicilin postane dostupan savezničkim vojnicima do kraja rata.".
Penicilin je postao vrlo jeftin 1940-ih, a Pfizer je tražio nove antibiotike s većim potencijalnim profitom. Otkrili su Terramycin (oksitetraciklin) 1950. godine, a to je tvrtku promijenilo iz proizvođača finih kemikalija u farmaceutsku tvrtku utemeljenu na istraživanju. Pfizer je razvio program otkrivanja lijekova usmjeren na in vitro sintezu kako bi povećao svoja istraživanja u tehnologiji fermentacije. Tvrtka je također osnovala odjel za zdravlje životinja 1959. godine s farmom i istraživačkim pogonom od 2,8 km2 u Terre Haute, Indiana.
Do 1950-ih Pfizer je osnovao urede u Belgiji, Brazilu, Kanadi, Kubi, Meksiku, Panami, Portoriku i Ujedinjenom Kraljevstvu. 1960. tvrtka je preselila svoje laboratorijske radnje za medicinsko istraživanje iz New Yorka u novo postrojenje u Grotonu, Connecticut. 1980. lansirali su Feldene (piroksikam), protuupalni lijek na recept koji je postao prvi Pfizerov proizvod koji je dosegao milijardu dolara ukupne prodaje. Tijekom 1980-ih i 1990-ih, rast tvrtke Pfizer podržao je otkriće i marketing Zolofta, Lipitora, Norvasca, Zithromaxa, Aricepta, Diflucana i Viagre.

### 2000. – 2010.
U ovom desetljeću Pfizer je rastao spajanjem, uključujući ona s Warner – Lambertom (2000.), Pharmacia (2003.), i Wyethom (2009.).
Razvoj torcetrapiba, lijeka koji povećava proizvodnju HDL-a ili "dobrog kolesterola", koji smanjuje LDL, a smatra se da je u korelaciji sa srčanim bolestima, otkazan je u prosincu 2006. Tijekom kliničke studije faze III u kojoj je sudjelovalo 15 000 pacijenata, više je smrtnih slučajeva skupina koja je uzimala lijek od očekivanog, a zabilježen je šezdeset posto porast smrtnosti među pacijentima koji su uzimali samo kombinaciju torcetrapiba i Lipitora u odnosu na Lipitor. Samo Lipitor nije bio uključen u rezultate, ali Pfizer je izgubio gotovo milijardu dolara razvijajući propali lijek, a tržišna vrijednost tvrtke nakon toga je naglo pala. Iste godine, tvrtka je također najavila da će kupiti PowerMed i Rivax.
U rujnu 2009. Pfizer se izjasnio krivim za ilegalno stavljanje u promet lijeka za artritis Bextra za namjene koje nije odobrila američka Uprava za hranu i lijekove (FDA) i pristao na nagodbu u iznosu od 2,3 milijarde dolara, najveću nagodbu u vezi s prijevarom u zdravstvu u to vrijeme.
U članku iz srpnja 2010. u časopisu BusinessWeek objavljeno je da Pfizer bilježi veći uspjeh u svojoj borbi protiv proizvođača krivotvorenih lijekova na recept provodeći građanske tužbe, a ne kazneni progon. Pfizer je angažirao stručnjake za carine i narkotike iz cijelog svijeta kako bi pronašli lažnjake i prikupili dokaze koji se mogu koristiti za pokretanje građanskih tužbi zbog kršenja zaštitnih znakova. Od 2007. godine, Pfizer je potrošio 3,3 milijuna američkih dolara na istrage i pravne troškove i povratio oko 5,1 milijun američkih dolara, a dodatnih 5 milijuna povezanih je u tekućim slučajevima.

### 2011. - danas
U veljači 2011. objavljeno je da će Pfizer zatvoriti svoj pogon za istraživanje i razvoj u Velikoj Britaniji (nekada također tvornica) u Sandwichu u Kentu, koji je u to vrijeme zapošljavao 2.400 ljudi. Međutim, od 2014. godine Pfizer ima smanjenu prisutnost na tom mjestu; također ima britansku istraživačku jedinicu u Cambridgeu.
FDA je 4. rujna 2012. odobrila Pfizer tabletu za rijetku vrstu leukemije. Lijek, nazvan Bosulif, liječi kroničnu mijelogenu leukemiju (CML), bolest krvi i koštane srži koja obično pogađa starije odrasle osobe.
U srpnju 2014. tvrtka je najavila da će nabaviti Innopharmu za 225 milijuna dolara, plus do 135 milijuna dolara u prekretnicama, u ugovoru koji je proširio Pfizerov asortiman generičkih i injekcijskih lijekova.
Dana 5. siječnja 2015., tvrtka je objavila da će steći kontrolni udio u Redvaxu za neotkrivenu svotu. Ovim je sporazumom proširen portfelj cjepiva tvrtke usmjeren na humani citomegalovirus. U ožujku 2015. tvrtka je najavila da će ponovno započeti suradnju s Eli Lilly oko faze III ispitivanja Tanezumaba. Očekuje se da će Pfizer dobiti početnu sumu od 200 milijuna dolara. U lipnju 2015. tvrtka je od GlaxoSmithKline-a nabavila dva lijeka za meningitis - Nimenrix i Mencevax - za oko 130 milijuna američkih dolara, proširujući paletu lijekova protiv meningokokne bolesti.
U svibnju 2016. tvrtka je najavila da će kupiti Anacor Pharmaceuticals za 5,2 milijarde dolara, proširujući portfelj tvrtke na području lijekova protiv upale i imunologije. Posljednjeg dana trgovanja, dionice Anacora trgovale su se za po 99,20 dolara, što je Anacoru dalo tržišnu kapitalizaciju od 4,5 milijardi dolara. U kolovozu je tvrtka putem američkog stečajnog suda dala ponudu od 40 milijuna dolara za imovinu BIND Therapeutics u stečaju. Istog mjeseca, tvrtka je najavila da će nabaviti Bamboo Therapeutics za 645 milijuna dolara, proširujući ponudu tvrtke za gensku terapiju. Kasnije, u kolovozu, tvrtka je najavila akviziciju proizvođača lijekova protiv raka - Medivation - za 14 milijardi dolara. Posljednjeg dana trgovanja Medivacije njegove su dionice procijenjene na 81,44 dolara, što daje efektivnu tržišnu kapitalizaciju od 13,52 milijarde dolara. Dva dana kasnije, Pfizer je najavio da će kupiti AstraZenecino poslovanje s malim molekulima antibiotika za 1,575 milijardi dolara spajajući ga s poslovanjem s osnovnim lijekovima.  Istog mjeseca tvrtka je licencirala monoklonsko antitijelo protiv CTLA4, ONC-392, od OnkoImuno.
U svibnju 2019. tvrtka je najavila da će nabaviti Therachon za 810 milijuna USD, proširujući svoj portfelj rijetkih bolesti putem Therachonovog rekombinantnog spoja receptora 3 humanog fibroblastnog čimbenika rasta, usmjerenog na liječenje stanja poput ahondroplazije. U lipnju je Pfizer najavio da će kupiti Array Biopharma za 10,6 milijardi dolara, pojačavajući svoj onkološki cjevovod.
U rujnu 2020. tvrtka je objavila da je kupila 9,9% udjela u CStone Pharmaceuticals za 200 milijuna američkih dolara (1,55 milijardi HKD), pomažući komercijalizirati svoje monoklonsko antitijelo protiv PD-L1, CS1001. U listopadu je Pfizer objavio da je kupio Arixa Pharmaceuticals.

## Razvoj
Pfizerove istraživačke i razvojne aktivnosti organizirane su u dvije glavne skupine: PharmaTherapeutics Research & Development Group, koja se fokusira na otkrivanje malih molekula i srodne modalitete; i Grupa za istraživanje i razvoj BioTherapeutics koja se fokusira na istraživanje velikih molekula, uključujući cjepiva. U 2007. godini Pfizer je uložio 8,1 milijardu dolara u istraživanje i razvoj, najveće ulaganje u istraživanje i razvoj u farmaceutskoj industriji.
Pfizer je 2018. najavio da će završiti svoj rad na istraživanju liječenja Alzheimerove bolesti i parkinsonizma (simptom Parkinsonove bolesti i drugih stanja). Tvrtka je izjavila da će zbog toga oko 300 istraživača izgubiti posao.
2018. godine Pfizer je potpisao ugovor s njemačkom biotehnološkom tvrtkom BioNTech o provođenju zajedničkih istraživačkih i razvojnih aktivnosti radi unapređenja napretka cjepiva protiv gripe temeljenih na mRNA. Prema sporazumu, nakon završetka BioNTech-a prve kliničke studije na ljudima, Pfizer će preuzeti isključivu odgovornost za daljnji klinički razvoj i komercijalizaciju cjepiva protiv gripe temeljenih na mRNA.

### Cjepivo protiv COVID-19
Pfizer se 2020. godine ponovno udružio s tvrtkom BioNTech kako bi proučio i razvio kandidate za cjepivo protiv COVID-19.
U svibnju 2020. Pfizer je započeo testiranje četiri različita cjepiva protiv COVID-19. Planirao je proširiti ispitivanja na ljudima na tisuće testiranih pacijenata do rujna 2020. Farmaceutska tvrtka ubrizgala je doze potencijalnog cjepiva tozinameran, koje je razvila njemačka biotehnološka tvrtka BioNTech, i prvim ljudskim sudionicima u SAD-u početkom svibnja. Na temelju rezultata, Pfizer je rekao da će "moći isporučiti milijune doza u listopadskom vremenskom okviru" i očekuje da će proizvesti stotine milijuna doza 2021.
U srpnju 2020. Pfizer i BioNTech objavili su da su dva od četiri kandidata za mRNA cjepiva partnera pobijedila od FDA-e. Tvrtka je započela fazu 3 testiranja u posljednjem tjednu srpnja 2020. na 30 000 ljudi, a američka vlada trebala bi joj platiti 1,95 milijardi dolara za 100 milijuna doza cjepiva. Američki ugovor koštao je dvije doze 39 dolara, a tvrtka je izjavila da neće snižavati stope za druge zemlje sve dok izbijanje više ne bude pandemija. Izvršni direktor Pfizera izjavio je da bi tvrtke u privatnom sektoru koje proizvode cjepivo trebale ostvariti dobit.
U rujnu 2020. Pfizer i BioNTech objavili su da su završili razgovore s Europskom komisijom o pružanju početnih 200 milijuna doza cjepiva EU-u, s mogućnošću da se kasnije isporuče još 100 milijuna doza.
U listopadu 2020. objavljeno je da će Pfizer započeti testiranje cjepiva COVID-19 koje je razvio BioNTech na širem spektru ispitanika, uključujući djecu mlađu od 12 godina. Ovo bi bilo prvo ispitivanje cjepiva protiv koronavirusa koje je obuhvatilo djecu u Sjedinjenim Državama.
9. studenog 2020. Pfizer je objavio da je cjepivo imalo gotovo 95% stupnja učinkovitosti bez ozbiljnih nuspojava. 20. studenog 2020. Pfizer je zatražio odobrenje za hitnu uporabu Uprave za hranu i lijekove za cjepivo. Ujedinjeno Kraljevstvo je 2. prosinca 2020. odobrilo odobrenje za hitnu uporabu cjepivu Pfizer-BioNTech, postavši prva zemlja koja je odobrila cjepivo COVID-19 koje je testirano u "velikom kliničkom ispitivanju" s "43 000 ljudi".
4. prosinca 2020. Bahrein je postao druga zemlja koja je odobrila hitnu upotrebu cjepiva Covid-19 za visoko rizične skupine, a kasnije je najavio da će cjepivo biti besplatno dostupno javnosti.
Britanija je 8. prosinca 2020. započela početnu distribuciju cjepiva Covid-19. Britanski regulatori su 9. prosinca 2020. javili bolnicama da ne daju cjepivo Pfizer-BioNTech osobama sklonima "ozbiljnim" alergijskim reakcijama, nakon što su dva djelatnika Nacionalne zdravstvene službe imala simptome "anafilaktoidne reakcije".
Također 9. prosinca 2020. Kanada je postala treća zemlja koja je odobrila cjepivo Covid-19 tvrtke Pfizer-BioNTech, u početku kupivši 20 milijuna doza i zadržavši mogućnost kupnje do 56 milijuna dodatnih doza. Početna isporuka od 249 000 doza planirana je za prosinac, a do 4 milijuna više doza planirano je za isporuku do ožujka 2021.
10. prosinca 2020. Američka uprava za hranu i lijekove (FDA) održala je sastanak savjetodavnog odbora kako bi raspravljala o odobrenju cjepiva. Neovisni odbor glasovao je 17-4 za potporu FDA-i koja odobrava cjepivo. Istog je dana Saudijska Arabija odobrila cjepivo, postavši četvrta zemlja koja je to učinila. Sljedećeg dana, 11. prosinca 2020., Sjedinjene Države službeno su postale peta država koja je odobrila upotrebu BioNTech-ovog cjepiva Covid-19. FDA je dodijelila odobrenje za hitnu uporabu (EUA), a prema sporazumu Sjedinjenih Država s Pfizerom, Pfizer je pristao na početnu raspodjelu 2,9 milijuna doza odmah i 100 milijuna doza do ožujka 2021. godine, pri čemu su Sjedinjene Države cjepivo besplatno dostavljale javnosti.
21. prosinca 2020. Europska agencija za lijekove Europske unije (EMA) preporučila je davanje uvjetnog odobrenja za stavljanje cjepiva u promet "Comirnaty" koje su razvili BioNTech i Pfizer. 27. prosinca 2020. Europska unija pokrenula je koordinacijsku mjeru za uvođenje cjepiva Pfizer-BioNTech, koje je distribuirano u svih 27 država članica. Najviši dužnosnici Unije nazvali su to "dirljivim trenutkom jedinstva".

## Političko lobiranje
Pfizer je vodeći član američke koalicije za globalno vođstvo, koalicije od preko 400 glavnih tvrtki i nevladinih organizacija sa sjedištem u Washingtonu, koja se zalaže za veći proračun za međunarodne poslove, koji financira američke diplomatske, humanitarne i razvojne napore u inozemstvu.
Pfizer je jedan od najvećih lobističkih interesa u politici Sjedinjenih Država. Primjerice, u prvih 9 mjeseci 2009. Pfizer je potrošio više od 16,3 milijuna dolara na lobiranje kod američkih zakonodavaca u Kongresu, što ih čini šestim najvećim interesom za lobiranje u SAD-u (nakon Farmaceutskih istraživanja i američkih proizvođača (PhRMA), koje je zauzelo četvrto mjesto, ali također predstavlja mnoge njihovih interesa). Glasnogovornica Pfizera rekla je da je tvrtka "htjela osigurati da se naš glas čuje u ovom razgovoru" u vezi s troškovima tvrtke od 25 milijuna dolara u 2010. za lobiranje u reformi zdravstvene zaštite.
Prema kablovima američkog State Departmenta koje je objavio WikiLeaks, Pfizer je "lobirao da Novi Zeland dobije sporazum o slobodnoj trgovini sa Sjedinjenim Državama jer se usprotivio restriktivnim pravilima kupnje lijekova na Novom Zelandu i pokušao se riješiti bivše novozelandske ministrice zdravstva Helen Clark, 1990.
Scott Gottlieb, koji je podnio ostavku na mjesto američkog povjerenika za hranu i hranu (FDA) u travnju 2019., pridružio se odboru Pfizera tri mjeseca kasnije, u srpnju.